# IV. Piusz pápa
IV. Piusz (Pius) (eredeti nevén: Giovanni Angelo Medici; Milánó, 1499. március 31. – Róma, 1565. december 9.) a 224. római pápa 1559-től haláláig.
Személyében egy olyan egyházfő foglalhatta el a súlyos gondokkal terhelt római kúria legfőbb hivatalát, aki minden igyekezetével vissza akarta kormányozni az apostoli egyházat a III. Pál pápa által megkezdett reformok felé. Piusnak nem volt egyszerű dolga, hiszen elődje, IV. Pál túl radikálisan és diktatórikusan próbálta meg helyreállítani az egyház megingott erkölcsi, hatalmi és hitbeli ügyeit. A keménykezű pápa halála után zavargások törtek ki Itália-szerte. Pius  hatéves uralkodása valójában ezen sebek gyógyításával telt, amelyhez roppant kemény eszközökkel fogott neki. Megszelídítette az inkvizíciót, átdolgoztatta az egyházhoz kötődő könyvek java részét és ő hívta össze a tridenti zsinat utolsó ülését, amelyet 1565-ben végleg lezártak. Ezen az ülésen adták ki a tridenti hitvallást, amely egészen a 20. századig határozta meg a katolikus egyház működését.

## A kard és a bíborkalap
1499. március 31-én született Milánóban, eredetileg Giovanni Angelo de Medici, avagy összevontan Gianangelo de Medici néven. Neve utalhat a gazdag firenzei uralkodócsaláddal, a Mediciekkel való rokonságra, amelyből korábban VII. Kelemen is származott, pedig a két család legfeljebb csak távoli rokonságban állt egymással. Giovanni apját Bernardino de Medicinek hívták, aki Lombardia fővárosában telepedett le családjával. Adószedőként szerény háztartásban nevelte két fiát. Többek között ennek is köszönhető, hogy a firenzei Mediciek nem ismerték el a rokonságot.
Gianangelo bátyját Giangiacomonak nevezték, és mindketten rendkívül céltudatosak voltak saját területükön. Az idősebbik fiú katonának állt, és az itáliai császári erők egyik meghatározó alakjává vált. Miután az ő vezénylete alatt a császáriak elfoglalták Sienát, a császár Marignano márkijává tette meg.
Gianangelo szelídebb és nyugodtabb életre vágyott, ő inkább a könyvek és a tanulmányok világában érezte otthon magát. Tanulmányait Paviában kezdte meg, filozófiát, orvostudományt és jogot hallgatott. Ez utóbbit Bolognában fejlesztette tovább, amelyből doktori címet is szerzett. Néhány évig jogászként dolgozott, de hamarosan fejébe vette, hogy egyházi pályára lép, és huszonnyolc évesen az örök városba indult el. 1527. december 25-én érkezett meg Rómába, éppen harminckét évvel azelőtt, hogy egyházfővé választják. VII. Kelemen protonotáriusnak nevezte ki a római kúriánál. Megbízhatósága, komoly tudása és szorgalma miatt III. Pál bizalmába férkőzött. Az egyházfő mindenben segítette és támogatta Gianangelót, és az ifjú Medici Pál idején több pápai városnak is volt a kormányzója. 1542-ben Pál utasítására pápai biztosként részt vett I. Ferdinánd császár Buda visszavételéért indított hadjáratában. Az egy éven át tartó harcokban Gianangelo vezette az esztergomi dunai flottát. Magyarországról hazatérve 1545-ben Pál pappá szentelte és Raguza érsekévé szentelte fel. A pápa megbízására egykori egyetemvárosának, Bolognának a pápai legátusa lett. Közben testvére feleségül vett egy Orsini lányt, nevezetesen a pápa menyének nővérét, így Gianangelo egyházi befolyása tovább erősödött. 1549 áprilisában Pál a Santa Pudenziana-templom címén bíborossá nevezte ki.
III. Gyula idején Medici bíboros hatalma tovább erősödött. Az egyházfő kinevezte a pápai seregek parancsnokává és Romagna legátusává. De a Gyula halálával trónra lépő IV. Pál idején minden komoly befolyása megszűnt. Az önfejű zsarnokként uralkodó Pál hamar összetűzésbe keveredett Gianangelóval, amely azonban inkább előnyére és népszerűségének növekedésére vált. Pál trónralépése után látva azt, hogy az inkvizíción keresztül Pál minden kritizálóját félreállítja, Milánóba utazott, és legközelebb csak az egyházfő halálhírére érkezett vissza az örök városba.

## Egy visszaszelídített pontifikátus

### A harmadéves konklávé
IV. Pál pápa rémuralma után Róma békéjét újra zavargások rázták fel. Pál gyakran könyörtelen módszerekkel üldözte a katolikus hittel össze nem egyeztethető cselekedeteket, a nem-katolikusok pedig valóságos üldöztetésre ítéltettek. A zsarnok pápa halálának hírére a rómaiak azonnal megostromolták az egyházi terror jelképét, az inkvizíció székházát. Több magas rangú klerikus is halálát lelte a fékevesztett ostromban. Az elszabadult indulatok és a háborús hangulat azonban hamarosan elült, nem alakult ki olyan mértékű fosztogatás és pusztítás mint 1527-ben. Eközben a Szent Péter-bazilika altemplomában titokban temették el a rossz emlékű pápát, és a bíborosi kollégium lassan összeült a konklávéra. 

A 16. század leghosszabb pápaválasztásán a különböző uralkodók érdekei mellett más is foglalkoztatta a bíborosokat. A kardinálisok igyekeztek olyasvalakiben megegyezni, aki minden bizonnyal véget vet Pál uralkodási formájának, és a reformokat visszatereli a korábbi mederbe. A négy hónaposra elnyúló konklávé megoldását végül a francia és a spanyol bíborosok kompromisszuma hozta meg, így 1559. december 25-én Gianangelo de Medicit választották meg Szent Péter trónusára. Következő év vízkeresztjén hivatalosan is beiktatták hivatalába, amelyet IV. Pius néven kezdett el igazgatni. Ezzel újabb reményteljes időszak köszöntött a római kúriára.

### Bosszú a Carafákon

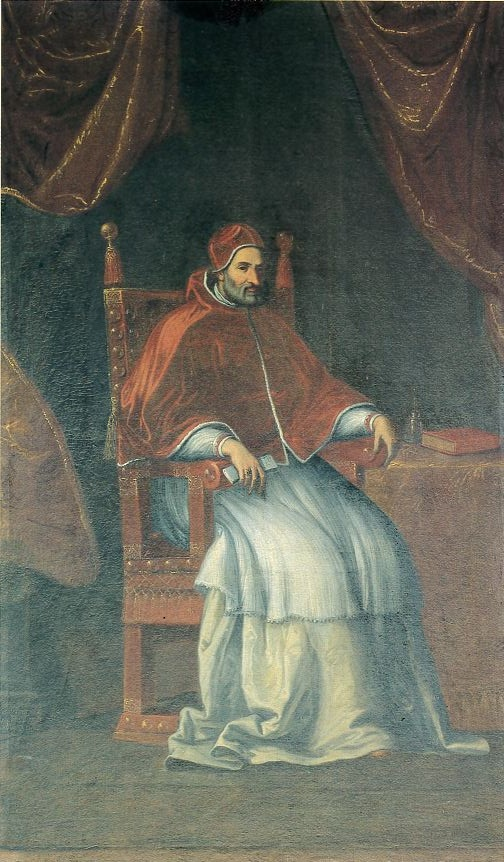
IV. Pius portréja

Pius trónra emelkedése után azonnal irányvonalat szabott politikájának, és általános amnesztiát adott a Pál halála után elfogott randalírozóknak. Az inkvizíció palotájának feldúlásának vétkét elengedte, és a zavargásokat is megbocsátotta. Ez alól kivételt képezett az a néhány gyilkosság, amely a zavargásokat kihasználva történt Rómában. A gyilkosok egyike volt Pompeio Colonna bíboros, aki saját anyósát ölte meg. A pápa úgy fogalmazott, hogy éppen pontifikátusának kezdetén nem fogja Isten haragját kivívni azzal, hogy részese lesz egy szülőgyilkosságnak.
A pápa az amnesztia garantálásával egyértelmű jelét adta annak, hogy szakít IV. Pál módszereivel, és visszatér a zsinati reformhoz. Ennek legvitathatóbb eleme volt a néhai egyházfő rokonai ellen indított nyomozás és per. Ezt ugyan a római nép is követelte, de valószínűleg nagyobb hatása volt Piusra a konklávén megkötött titkos szerződések. Ezek egyikében a spanyol bíborosok megígértették vele, hogy bosszút áll a Carafákon, hiszen azok a dél-itáliai spanyol uralom ellen háborút robbantottak ki. A pápai ítélőszék gyors ítéleteket hozott. Ezek alapján Carlo Carafa bíborost, IV. Pál bíboros-neposát bűnösnek ítélte és nagy érdeklődés közepette felakasztották. Giovanni Carafát, Paliano hercegét szintén bűnösnek találták, és lefejezték.
A kivételesen kegyetlen pápai döntést Rómában ünnepelték, hiszen a két Carafa Pál uralkodásának idején egész Rómát a kezükben tartották. Később V. Pius pápa az ítéletet igazságtalannak és túl könyörtelennek találta, ezért a család becsületén esett foltot igyekezett eltörölni és visszaszolgáltatta nekik az elkobzott javakat. Az új egyházfő a Carafák kivégzése után nekilátott kiszabadítani a Pál által igazságtalanul bebörtönzött bíborosokat. Ekkor szabadulhatott börtönéből Morone kardinális is.

### Utolsó felvonás Trentóban
A véres közjátékok után Pius teljes figyelmét a reformokra irányíthatta, hiszen jórészt ezért választották meg őt egyházfőnek, és ő maga is ezt tekintette az egyik legfontosabb küldetésének. Bullában hívta össze a régóta húzódó zsinatot, amely 1562. január 18-án nyitotta meg utolsó ülésszakát Trento városában. A még III. Gyula pápa idején félbeszakadt reformzsinat előtt több fontos kérdésben sem született meg a végleges döntés, és Pius tisztában volt azzal is, hogy elképzelései ütközni fognak az egyes nemzetek véleményével. Éppen ezért a pápai kúriában már lázasan készültek a zsinatra akkor, amikor a pápai bullán még csak épp megszáradt a tinta. A jogászpápa minden tudását latba vetve igyekezett úgy kidolgozni a zsinati tételek általa helyesnek vélt formáját, hogy a pápai verzió elfogadható legyen minden nemzet számára, vagy ha ez nem sikerül, akkor erős jogi háttérrel rendelkezzen. A gigászi munkában két segítsége is akadt. Az egyik a tapasztalt Morone bíboros volt, a másik pedig saját bíboros-neposa, Borromei Szent Károly. 

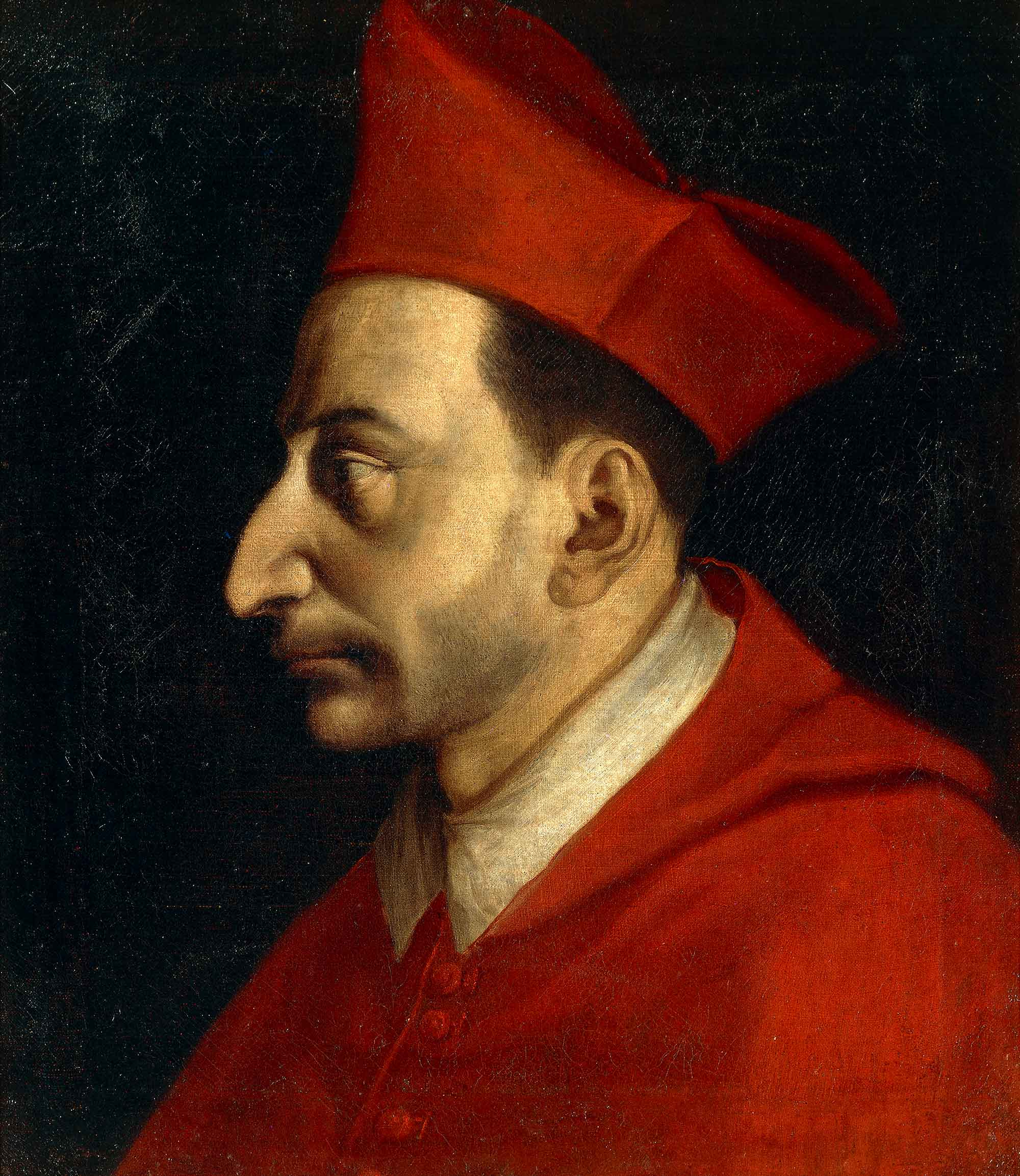
Borromei Szent Károly portréja

A Trentoba összegyűlt egyetemes zsinat az egyházfő előredolgozásának hála igen gyorsan és viszonylag zökkenőmentesen haladt. A spanyol, francia, német és itáliai klérus illetve világi vezetők között minden kérdésben sikerült kompromisszumot kötni. Az első kánoni törvényeket a 21. ülésen hozták meg, ekkor született döntés az áldozás eucharisztiájáról, amelyben Pius állásfoglalása alapján a zsinat elutasította a két szín alatti áldozást. Ezzel a döntéssel a kúria egyértelműen elhatárolódott az augsburgi vallásbéke pontjaitól, amely egyben azt is jelentette, hogy a protestáns egyházakkal való szakadás ezzel tartóssá vált. A következő ülésen fogadták el a szentmise áldozati jellegéről szóló tanítást. A papi rend kérdéseiben sem fogadták el a protestáns javaslatot, és a pápa fenntartotta a cölibátus intézményét. Meghatározták a püspöki joghatóságot, a papi fegyelem kérdéseiben pedig szigorú szabályokat hoztak. Megszületett a házasság szentségéről szóló zsinati törvény, és 1563. december 4-én a zsinat utolsó érdemi ülésén az egyház állást foglalt a purgatórium kérdésében, a szentek, ereklyék és képek tiszteletében, és a bűnbocsánat elnyerésében. Ezen belül Pius eltörölte a búcsúcédulák árusítását. A pápa 1564. január 26-án személyesen zárta be a tridenti zsinat utolsó ülését.
A tizennyolc éven át húzódó reformzsinat IV. Pius idején végre befejeződött. A római kúria kiválóan felkészült a zsinat végigvitelére, és ez egyértelműen Pius érdeme. A katolikus egyház teljes megelégedettséggel nyugtázta a zsinat eredményeit, és ezzel megteremtődtek egy új, hitelesebb katolikus egyház alapjai. Piusnak nem maradt más dolga, minthogy a tridenti zsinat összes kánoni döntését elküldje az egyes nemzetek országos zsinatainak, amelyek elfogadják, és megértik a pápai akaratot. Ennek az akaratnak az elfogadása persze néhol nehézségekbe ütközött, de valójában nagyobb probléma már ezzel sem merült fel. Franciaországban és Spanyolországban egyes kérdéseket át akartak dolgoztatni, de Pius diplomáciája végül ezekben az országokban is győzedelmeskedett. A zsinat eredményét tridenti hitvallásnak vagy katolikus hitvallásnak is nevezik, amely egészen az első vatikáni zsinatig meghatározták az egyház működési és hitbeli kereteit.

### Reformok és újjáépítések az adók árnyékában

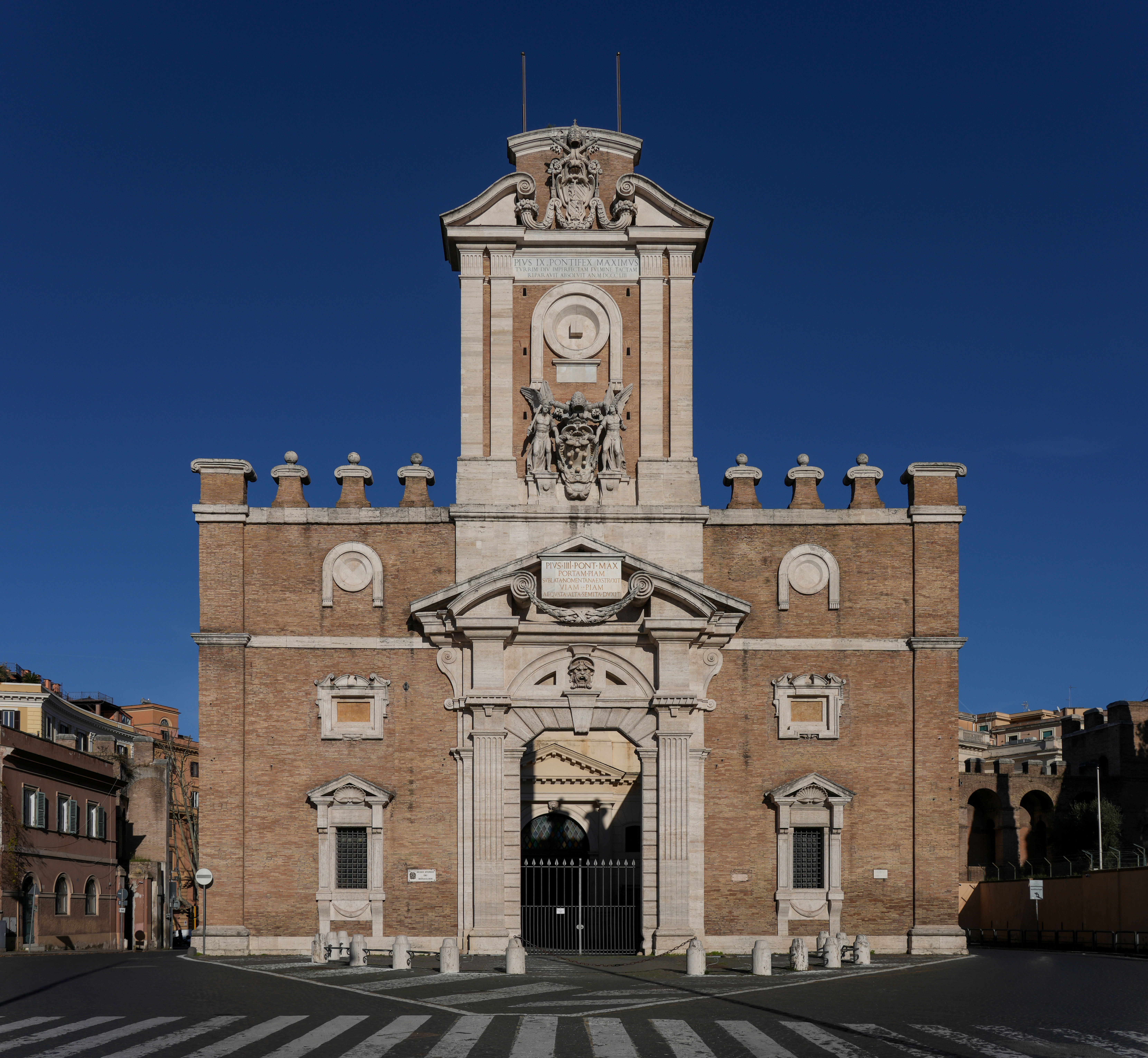
A Porta Pia homlokzata

A tridenti zsinat bezárása után Pius nagyrészt a reformok foganatosításával és az igencsak megviselt állapotban lévő Róma és a pápai állam újjáépítésével, szépítésével foglalatoskodott. Az örök városban több utca és városrész is Pius keze munkáját dicséri. Róla nevezték el a Via Piát és a Porta Piát, amely az újra megerősített városi erődítmények és falak szerves részét képezte. A Porta Pia a városfal egy újabb, díszes kapuja volt, amelyet Michelangelo készített, és mind a mai napig látható Rómában. Szintén a nagy reneszánsz mester alkotásaként épült újjá Diocletianus császár fürdőiben a Santa Maria degli Angeli-templom. A Vatikáni Kertekben álló Villa Pia, vagy mai nevén a Casina Pio IV is Pius megbízására készült el. A Pirro Ligorio által tervezett épület mind a mai napig a Pápai Tudományos Akadémiának ad otthont. A Vatikánon belül megalapította a pápai nyomdát is, amely az egyház legjelentősebb nyomdájává vált. A több nyelven megjelenő könyveket kiadó nyomda első vezetője Paul Minutius volt. Ezen felül a Borgo városnegyedének északi részét is ő építtette ki.
Pius építkezései tehát igen nagy volumenűek voltak, és emellett sok pénzbe került az is, hogy a reformokat kellően betartassa. Több százezer dukátot küldött Magyarországra is, hogy ezzel segítse a törökök elleni küzdelmet. A hatalmas költségek persze nagyobb terheket jelentettek a Pápai Állam lakóinak is. Részben ez a tény részben pedig a katolikus hit iránti fanatizmus hajtotta Benedetto Accoltit, amikor 1565-ben merényletet kísérelt meg Pius ellen. A gyilkossági terv szerencsére kudarcot vallott, de a pápában mély nyomot hagyott a rossz emlék. Accolti apja egyébként bíboros volt, akit III. Pál megfosztott hivatalától és elűzött a városból, tehát lehet, hogy személyes indítékai is voltak a merényletnek.
Az építkezések mellett Pius az utolsó években néhány nemzetközi eseményben is szerepet vállalt. Ezek között a legfontosabb a pápa és a Jeanne d’Albret navarrai királynő konfliktusa volt. Az egyházfő kálvinizmus vádjában felszólította a királynőt, hogy jelenjen meg az inkvizíció előtt. A felszólítást végül vissza kellett vonnia IX. Károly francia király közbenjárására. Ugyanabban az évben bullában engedélyezte Ausztria és Csehország laikusainak a kehely alatti áldozást.

### Élete alkonyán
Pius tulajdonképpen maximálisan beváltva a hozzá fűzött reményeket 1565. december 9-én halt meg római lázban. A IV. Pál uralkodása utáni egyház ellenséges képét sikerült feloldania, végigvitte a zsinati reformokat, és ezzel megvetette az alapjait az ellenreformációnak. Pius tehát minden szempontból maradandót alkotott az egyház történetében. Mintegy ennek elismeréseként halálának pillanatában két később szentté avatott férfit rendelt oda a sors. Az egyik bíboros-neposa, Borromeo Szent Károly volt, a másik pedig Néri Szent Fülöp. A Szent Péter-bazilikában temették el, de 1583. június 4-én átszállították földi maradványait az általa felújított Santa Maria degli Angeli-templomba.

## Művei
- Documenta Catholica Omnia (latin nyelven). Cooperatorum Veritatis Societas. (Hozzáférés: 2011. december 6.)